# Kirkjubøur
Kirkjubøur is een dorp dat behoort tot de gemeente Tórshavnar kommuna in het zuiden van het eiland Streymoy op de Faeröer. Kirkjubøur heeft 80 inwoners. De postcode is FO 175. Kirkjubøur speelde een belangrijke rol in de geschiedenis van de Faeröer. In Kirkjubøur staan de ruïnes van de Magnuskathedraal en het oudste bewoonde houten huis ter wereld, Kirkjubøargarður, dat dateert uit de elfde eeuw.

## Externe link

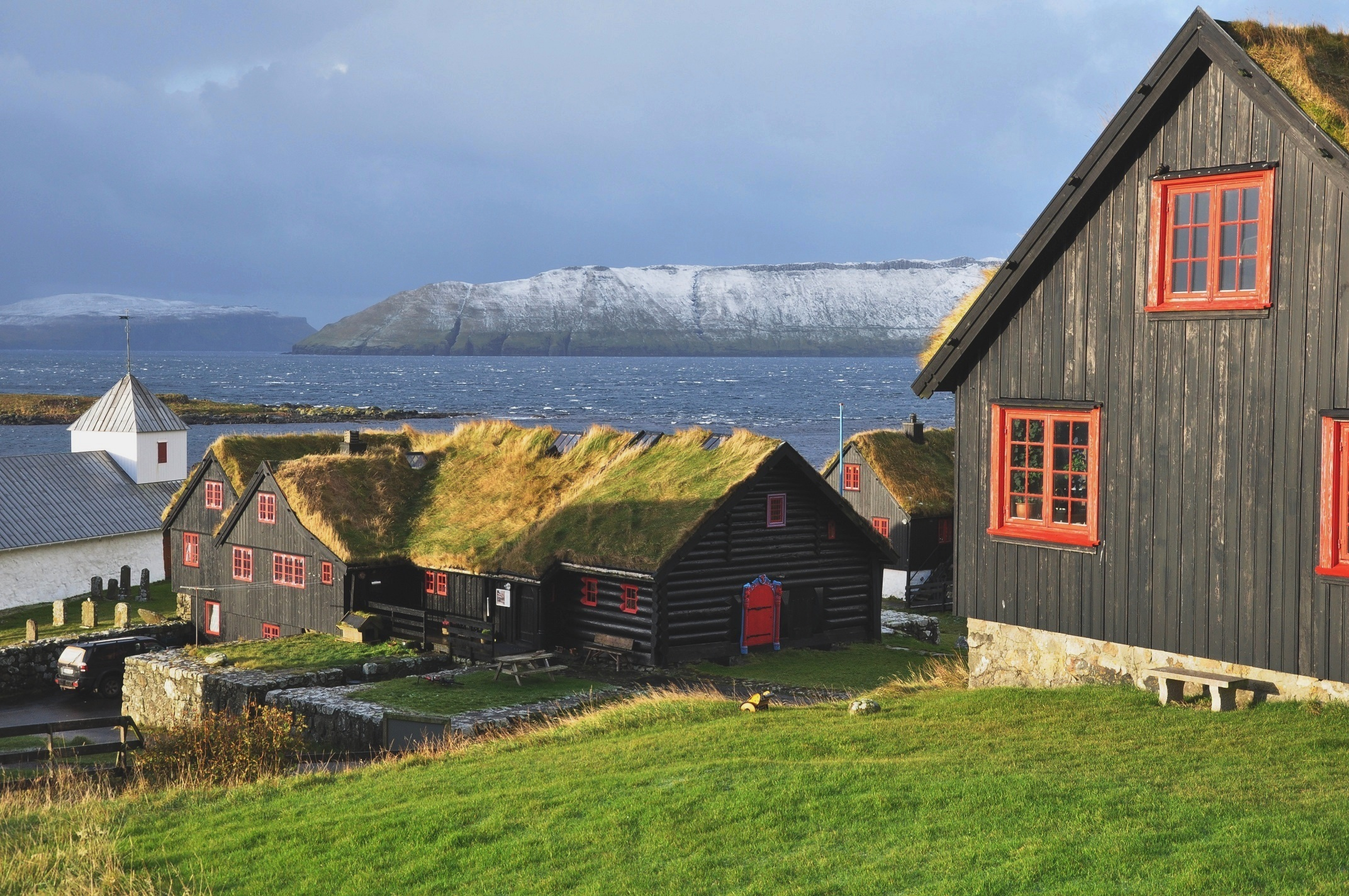
Kirkjubøur. Links Sint-Olafskerk uit de 12e eeuw. Het gebouw in het midden is Kirkjubøargarður (ook Roykstovan genoemd), 's werelds oudste nog bewoonde houten huis, tevens museum, uit de 11e eeuw. Op de achtergrond Sandoy en Hestur.
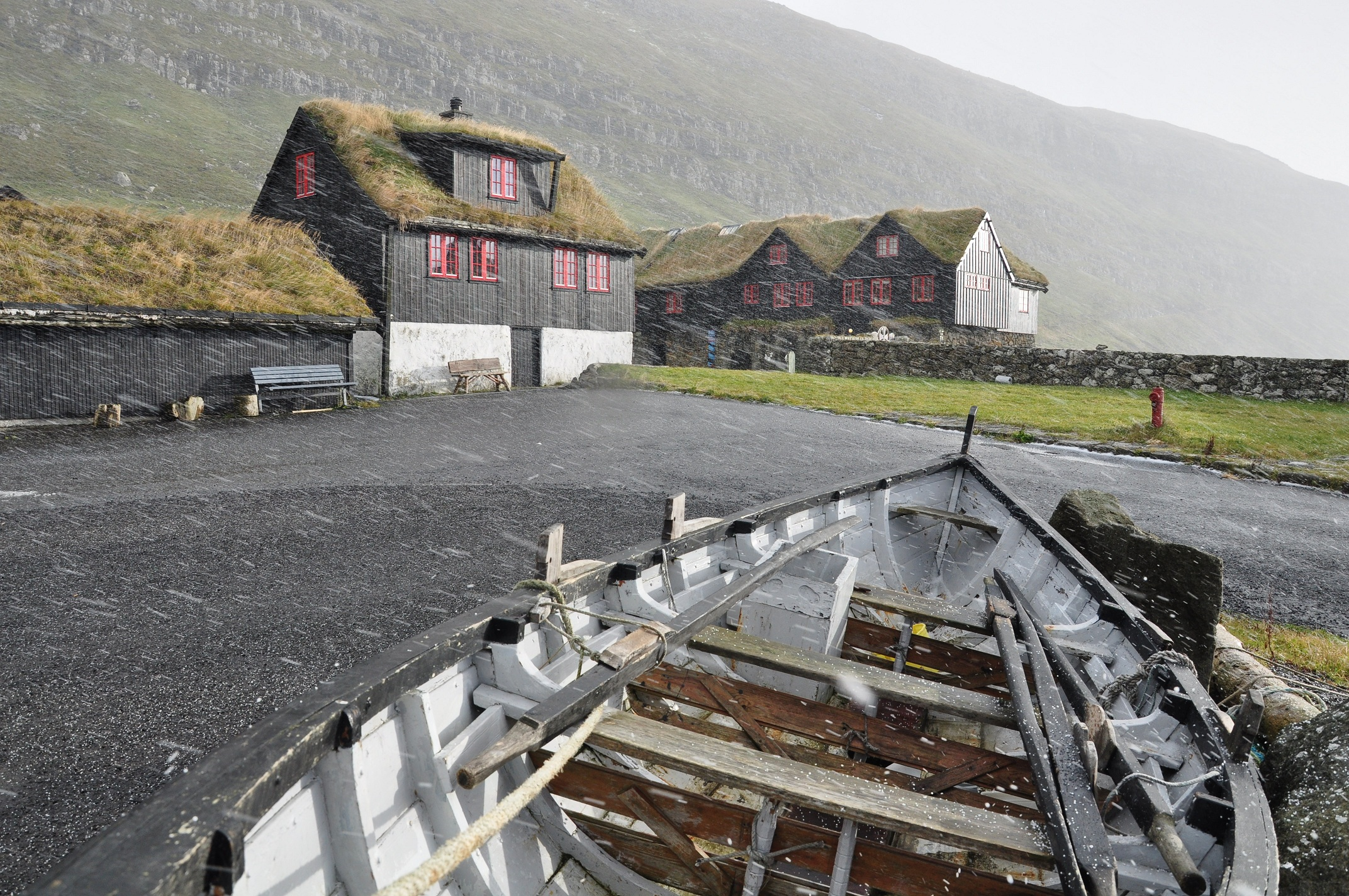
Een sneeuwstorm in Kirkjubøur.
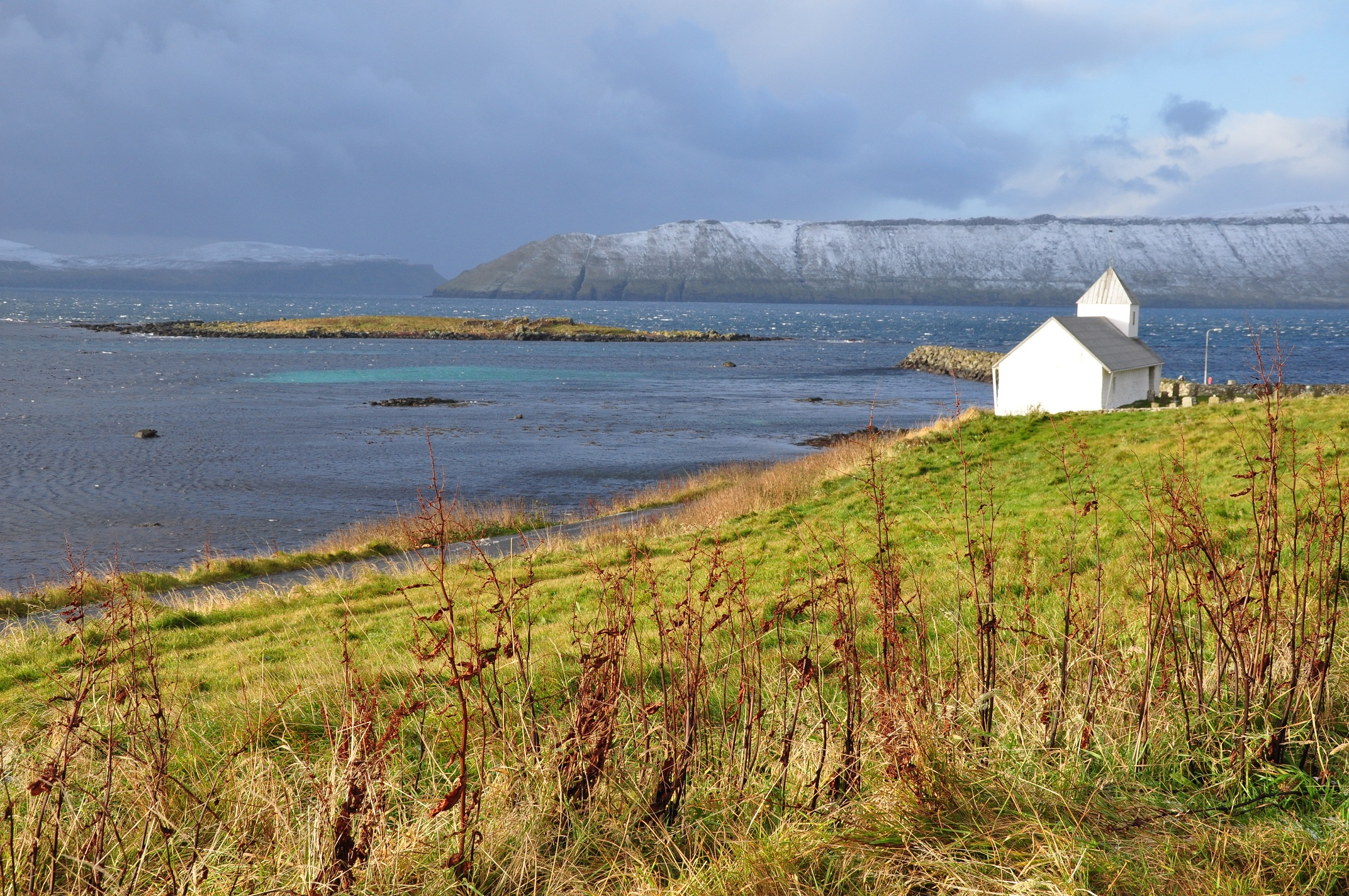
Het eilandje Kirkjubøhólmur en Sint-Olafskerk. In de verte het eiland Hestur.
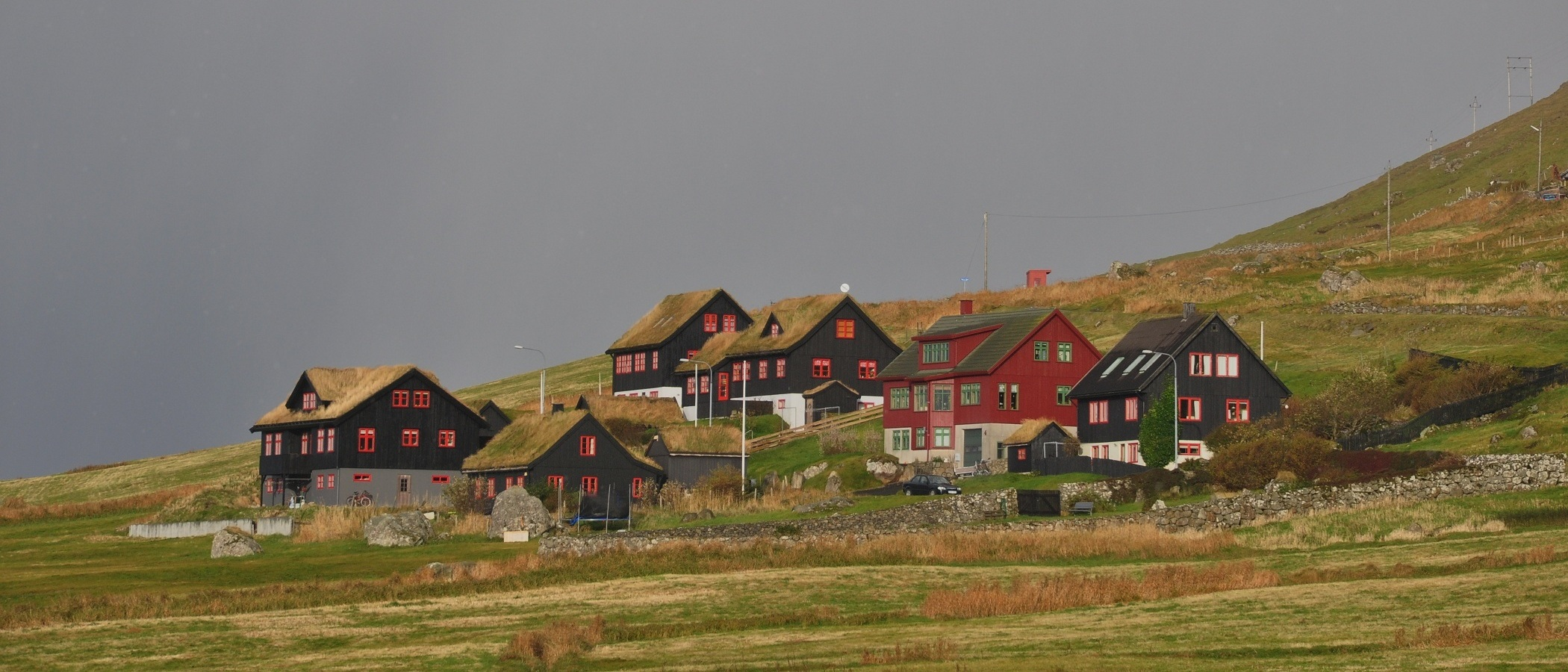
Een groepje huizen aan Í Lágabø-straat